# 비부비동암
비부비동암(paranasal sinus and nasal cavity cancer)은 부비동 및 비강으로 악성 세포의 출현 및 전이로 인해 발생하는 암의 한 유형이다. 이 암은 50세에서 70세 사이의 사람들에게 가장 흔히 발생하며 여성보다 남성에서 2배 더 자주 발생한다. 암의 초기 단계에서 증상에는 비강 폐쇄 및 저산소증뿐만 아니라 다른 증상이 포함될 수 있다. 악성 세포가 더욱 성장하여 구개 또는 안와 바닥과 같은 다른 인근 조직으로 퍼지면서 더 많은 증상이 나타날 수 있다. 머리의 X레이와 MRI는 암 진단에 도움이 될 수 있으며 종양 절제 수술, 방사선 요법 및 화학 요법은 암 치료에 사용될 수 있다.

## 같이 보기
- 두경부암
- 코곁굴
- 비강